# Thayer (Nebraska)
Thayer es una villa ubicada en el condado de York en el estado estadounidense de Nebraska. En el Censo de 2010 tenía una población de 62 habitantes y una densidad poblacional de 82,26 personas por km².

## Geografía
Thayer se encuentra ubicada en las coordenadas 40°58′13″N 97°29′48″O / 40.97028, -97.49667. Según la Oficina del Censo de los Estados Unidos, Thayer tiene una superficie total de 0.75 km², de la cual 0.75 km² corresponden a tierra firme y (0%) 0 km² es agua.

## Demografía
Según el censo de 2010, había 62 personas residiendo en Thayer. La densidad de población era de 82,26 hab./km². De los 62 habitantes, Thayer estaba compuesto por el 100% blancos, el 0% eran afroamericanos, el 0% eran amerindios, el 0% eran asiáticos, el 0% eran isleños del Pacífico, el 0% eran de otras razas y el 0% pertenecían a dos o más razas. Del total de la población el 0% eran hispanos o latinos de cualquier raza.